# Кубок світу з біатлону 2014—2015 — етап 6
Шостий етап Кубка світу з біатлону 2014—15 проходить в Антхольці, Італія, з 22 по 25 січня 2015 року. До програми етапу було включено 6 гонок: спринт та гонка переслідування у чоловіків та жінок, а також чоловіча та жіноча естафети.

## Гонки
Розклад гонок наведено нижче.
| Дата     | Час       | Гонка                                  |
| -------- | --------- | -------------------------------------- |
| 22 січня | 14:30 CET | Чоловіки, спринт 10 км                 |
| 23 січня | 14:30 CET | Жінки, спринт 7,5 км                   |
| 24 січня | 13:30 CET | Чоловіки, гонка переслідування 12,5 км |
| 24 січня | 15:30 CET | Жінки, гонка переслідування 10 км      |
| 25 січня | 10:45 CET | Чоловіки, естафета 4x7,5 км            |
| 25 січня | 15:00 CET | Жінки, естафета 4x6 км                 |

## Чоловіки

### Призери
| Гонка:                                                                              | Золото:                                                                  | Час                                                       | Срібло:                                                    | Час                                                       | Бронза:                                                               | Час                                                       |
| Спринт 10 км Протокол [Архівовано 22 січня 2015 у Wayback Machine.]                 | Сімон Шемпп Німеччина                                                    | 23:18.8 (0+0)                                             | Євген Гаранічев Росія                                      | 23:32.8 (0+0)                                             | Яков Фак Словенія                                                     | 23:38.9 (0+1)                                             |
| Гонка переслідування 12,5 км Протокол [Архівовано 26 січня 2015 у Wayback Machine.] | Сімон Шемпп Німеччина                                                    | 31:27.9 (1+1+0+0)                                         | Сімон Едер Австрія                                         | 31:28.0 (0+1+0+0)                                         | Євген Гаранічев Росія                                                 | 31:29.0 (0+0+1+0)                                         |
| Естафета 4 x 7,5 км Протокол [Архівовано 27 січня 2015 у Wayback Machine.]          | Норвегія Уле-Ейнар Б'єрндален Тар'єй Бо Йоганнес Бо Еміль Хегле Свендсен | 1:15:36.7 (0+1) (0+0) (0+1) (0+1) (0+2) (0+0) (0+0) (0+0) | Німеччина Ерік Лессер Даніель Бем Арнд Пайффер Сімон Шемпп | 1:15:53.1 (0+0) (0+0) (0+0) (0+3) (0+0) (0+1) (0+1) (0+2) | Франція Сімон Фуркад Кентен Фійон-Майє Сімон Детьє Жан-Гійом Беатрікс | 1:16:18.7 (0+0) (0+0) (0+0) (0+1) (0+1) (0+2) (0+1) (0+0) |

## Жінки

### Призери
| Гонка:                                                                              | Золото:                                                                     | Час                                                       | Срібло:                                                                 | Час                                                       | Бронза:                                                          | Час                                                       |
| Спринт 7,5 км Протокол [Архівовано 23 січня 2015 у Wayback Machine.]                | Дарія Домрачова Білорусь                                                    | 19:57.8 (0+0)                                             | Кайса Мякяряйнен Фінляндія                                              | 20:24.7 (0+1)                                             | Лаура Дальмаєр Німеччина                                         | 20:48.2 (0+0)                                             |
| Гонка переслідування 10 км Протокол [Архівовано 15 вересня 2015 у Wayback Machine.] | Дарія Домрачова Білорусь                                                    | 30:58.5 (1+0+0+0)                                         | Дарія Віролайнен Росія                                                  | 32:19.5 (0+0+0+1)                                         | Кайса Мякяряйнен Фінляндія                                       | 32:27.5 (2+0+1+2)                                         |
| Естафета 4 x 6 км Протокол [Архівовано 27 січня 2015 у Wayback Machine.]            | Німеччина Франциска Гільдебранд Франциска Пройс Луіза Куммер Лаура Дальмаєр | 1:18:47.7 (0+0) (2+3) (0+0) (0+3) (0+2) (0+2) (0+0) (0+0) | Чехія Ева Пускарчикова Габріела Соукалова Їтка Ландова Вероніка Віткова | 1:19:22.7 (0+2) (0+1) (0+1) (0+3) (0+3) (0+3) (0+1) (0+1) | Україна Юлія Джима Наталія Бурдига Ольга Абрамова Валя Семеренко | 1:19:33.0 (0+1) (0+2) (0+1) (0+3) (3+3) (0+0) (0+2) (0+2) |

## Досягнення
Найкращий виступ за кар'єру
|  |  |

Перша гонка в Кубку світу
|  |  |